# آخر ما توصل إليه

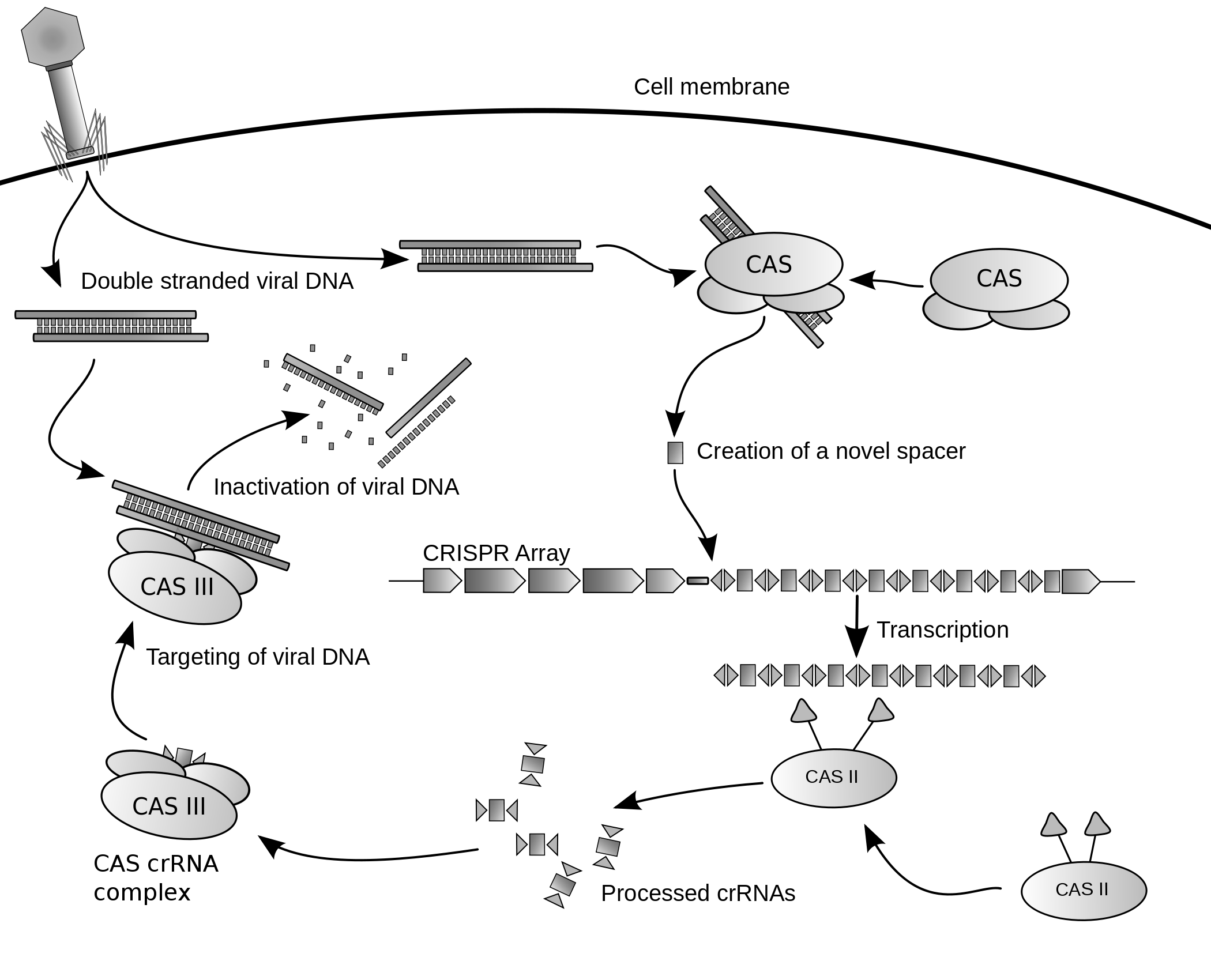

آخر ما تُوُصِّل إليه أو مستوى التقدم الجاري أو مستوى التطور الراهن أو الحالة الراهنة أو مستوى الفن هو مصطلح يشير في المجال العلمي والتقني إلى آخر التطورات وإلى الحالة الراهنة للتقنية أو الموضوع العلمي المدروس. من الأمور التي يجب فيها تحري مستوى التقدم الجاري عند تقديم الطلب على براءة الاختراع، حيث يجب أن ينطوي الاختراع على عناصر وخصائص جديدة غير معروفة في مجموعة المعارف المتوافرة في مجاله التقني.